# Модав
Модав (на френски: Modave) е селище в Югоизточна Белгия, окръг Юи на провинция Лиеж. Населението му е около 3700 души (2006).